# Batalla de Salses
El setge de Salses de 1639-1640 fou una de les batalles de la Guerra dels Trenta Anys en la qual un exèrcit francès va intentar aixecar el Setge de Salses.

## Antecedents
El 1637, durant la Guerra dels Trenta Anys, Gaspar de Guzmán y Pimentel, el comte-duc d'Olivares llançà una ofensiva a les Corberes, contra Leucata que resultà un fracàs i el 1639 els francesos respongueren atacant el Rosselló prenent Òpol, Ribesaltes i tota la Salanca. Un exèrcit francès 16.000 homes, conduït per Charles de Schomberg i el príncep de Condé inicià el setge a principis de juny. Tot i l'arribada d'un exèrcit de socors a la frontera, no van atacar per la superioritat francesa. La guarnició va capitular el 19 de juliol 1639. Després de la caiguda de Salses en mans franceses s'ordenà la mobilització catalana, amb un rebuig total, i Olivares va manar que es prescindís de les Constitucions catalanes.
El 15 de setembre de 1639 sortia de Perpinyà un exèrcit format per 18.000 infants i 1000 cavallers catalans, 6.000 infants més entre espanyols, valencians, aragonesos, valons, irlandesos i italians i 4.000 cavallers, que iniciaren el setge del Castell de Salses, que comptava amb una guarnició de 2.000 homes. Príncep Condé juntament amb el Mariscal Charles de Schomberg des de Narbona arreplegaren en 15 dies fins a 15.000 homes a peu i 2.000 Gentilhommes de cavalleria. En total l'exèrcit tenia 22.000 homes a peu i 4.000 de cavalleria. A començaments d'octubre, l'exèrcit s'aplegà a Leucata i des d'allí va reconèixer el camp espanyol a Salses, descobrint que les trinxeres d'aquest camp no estaven finalitzades encara.

## Un atac avortat: el diluvi del 24, 25 i 26 d'octubre
El 24 d'octubre el príncep de Condé decidí atacar el camp hispànic, però en la marxa d'aproximació, un cop arribada la nit, hi hagué una tempesta d'una intensitat i durada mai vistes. La tropa que no havia portat abric a causa de la benignitat del clima, es trobà sense protecció. A l'extrem de les piques s'observaren focs de Sant Telm. Per contra l'exèrcit espanyol estava a cobert de les seves tendes a dins el camp que quedava a la vista.
Quan es feu de dia la pluja continuava i no hi havia una sola arma de foc en condicions de disparar, pel que encara que el Senyor de Lecques proposà atacar el camp hispànic espasa en mà, el Príncep considerà que això era massa desavantatjós per l'exèrcit francès. A migdia le pluja seguia amb renovada intensitat i les milícies començaren a desbandar-se, a continuació els seguiren les tropes regulars. El Mariscal Schomberg es quedà a rereguarda per cobrir la retirada. Del camp espanyol sortiren 2 esquadrons de cavalleria que varen intentar apoderar-se d'un canó, però foren foragitats per la presència d'un esquadró de cavalleria francès. L'endemà les tropes espanyoles trobaren uns 2000 mosquets abandonats, la pluja havia estat tan intensa que fins i tot en el camp espanyol hi hagué soldats que moriren ofegats. La pluja continuà fins al dia 26 al matí.

## Nova reorganització de l'exèrcit
Només es van poder reunir immediatament 6.000 homes, però al cap dels dies es reuneixen, segons les versions, 12.000 homes a peu i 3.000 de cavalleria a Sigean o 14.000 homes i 2.000 de cavalleria. L'exèrcit estava compost per un mínim de 19 regiments d'infanteria amb 800 homes: Normandie, Navailles, Languedoc, Toulouse, Rocquelaure, Rabaudy, Provence, Saint Aunetz, Lecques, Poitou, Polignac, Montagnac, La Couronne, Carces, O'Reilly irlandès, una part del de Ventadour i possiblement el de Serignan. A més a més el Mercure François senyala la presència del regiments del Comte de Roussillon, el d'Aurillan i el d'Amboise i fa pujar el nombre d'esquadrons a 23 (un regiment podia esquadronar-se en 1 o més esquadrons o necessitar més d'un regiment per formar-ne un de sol depenent del nombre de soldats). Pel que fa al regiment de la Reina, la seva presència només és descrita pel barceloní Miquel Parets. La cavalleria estava formada a rereguarda en 4 cossos i incloïa els chevaux-légers d'Espenan i probablement el regiment de cavalleria de Saint Simon. Aquestes tropes començaren l'aproximació l'1 de novembre i el dia 2 a les 8 del matí començaren l'atac al camp espanyol.

## La Batalla de Salses
El 2 de novembre les obres de fortificació exterior hispàniques estaven acabades, Entre les muntanyes i l'estany de salses a part d'un fossat hi havia 3 forts, un tocant l'estany, l'altra de la banda de la muntanya i un tercer entre els 2. L'atac per la banda que mirava a Perpinyà obligava a fer una volta considerable.
Així els francesos es van dividir en 3 cossos i van començar un canoneig sense efectes sobre el camp. En aquest canoneig sofriren unes 15 baixes. Finalment al migdia al voltant de la una, es van llençar sobre el campament des de diferents punts.
L'avantguarda comandada pel Mariscal Schomberg i formada pel regiment de Languedoc i 2 altres atacaren a la dreta, el fort situat al peu de la muntanya. el cos de batalla sota les ordres del Príncep Condé amb 6000 homes amb el regiment de Normandie i 2 altres més 2 canons en suport directe atacaren pel centre, la rereguarda comandada pel Senyor d'Arpajon atacaren a l'esquerra el fort situat al costat de l'estany, amb el regiment de Navailles, Roquelaure i un altre.
Durant l'atac el regiment de Languedoc sofrí enormement perdent tots els seus "enfants perdus" i es desbandà amb un comportament considerat vergonyós i pel que es demanà la seva dissolució després de la batalla.
El regiment de Normandie rebé el foc de mosquets i canons, però arribà fins a la mitja lluna que atacava on quedà arreserat al fossat. No obstant els intents de pujar la muralla foren rebutjats pels piquers espanyols. En efecte les tropes espanyoles havien esgotat les municions. En total aquest regiment va tenir uns 200 morts i uns altres tants ferits.
El regiment de Rabaudy perdé uns 80 homes i el d'Amboise veié com ferien el seu mestre de camp.
Només en un indret, on atacava el regiment de Languedoc, les tropes franceses aconseguiren prendre peu en el parapet. Allí la intervenció dels piquers espanyols seguint l'exemple personal del Marquès de Torrecusso que manejà una pica, els feu fracassar i foren expulsats.
En definitiva l'assalt va ser un fracàs i fou rebutjat arreu, resultant impossible convèncer a les tropes d'iniciar un nou atac.
El total de baixes francès fou d'aproximadament 3000 infants, la cavalleria no intervingué en l'atac, en canvi al seu front Saint Simon protegí la retirada.
Quant a l'exèrcit espanyol, les baixes i les desercions l'havien reduït ja a uns 16000 homes a peu meitat piquers i meitat mosqueters i 2000 de cavalleria abans d'iniciar la batalla. Uns 8 canons estaven en la zona assaltada pels francesos i participaren en la batalla.

## Conseqüències
No obstant la derrota, el Príncep Condé intentà reagrupar les seves tropes per tal de socórrer de nou el castell de Salses. Així cridà de reforç més forces ja presents al Llenguadoc, (els gendarmes i els regiments de Béarn i de Rabat). No obstant havent reunit menys de 5000 homes, finalment no es decidí a atacar de nou el camp espanyol davant de Salses.